# Sachalintunnel

Kaart van het bouwproject.

De Sachalintunnel (Russisch: Сахалинский тоннель) is een onafgebouwd en uitgesteld bouwproject om het Russische eiland Sachalin te verbinden met het vasteland van Rusland door middel van een tunnel van ongeveer 12,4 kilometer lang onder de Straat Nevelskoj. Voor het oorspronkelijke plan van Stalin werd gebruikgemaakt van tienduizenden werkslaven uit de Goelag. Na zijn dood en de massale amnestie voor de gevangenen, werd het project uitgesteld en werd daarmee een klassieke dolgostroj.
Sinds het afbreken van het project zijn, mede door de onstabiele ondergrond, twee alternatieven uitgedacht; een dam van 16 mijl en een brug van 6,6 kilometer. Bij voltooiing van het project zou, mits ook de Sachalin-Hokkaidotunnel wordt aangelegd, een verbinding kunnen ontstaan tussen Japan en het vasteland, waarvoor ook een mogelijk alternatief is gepland.

## Geschiedenis

### Voorgeschiedenis
Het idee voor een tunnel onder de Tatarensont ontstond in de 19e eeuw, maar werd toen op economische gronden onhaalbaar geacht. Eind jaren 1930 lieten de Sovjet-autoriteiten echter een onderzoek uitvoeren naar de economische haalbaarheid van het project. De Tweede Wereldoorlog (toen ook Zuid-Sachalin op de Japanners werd veroverd) zorgde er echter voor dat het nog tot 1950 duurde alvorens het project door Stalin werd doorgezet. Er werden drie alternatieven uitgedacht: een spoorpont, een spoorbrug en een spoortunnel. Op 5 mei 1950 ging het project officieel van start door een besluit van de ministerraad tot de aanleg van een tunnel alsook de instelling van een tijdelijke spoorpont. Het project diende in de eerste plaats een militair doel, doordat het zorgde voor een betere verbinding met de detachementen van het Rode Leger op Sachalin.

### Bouw
Volgens de plannen moest de spoorlijn op Sachalin worden aangelegd vanaf spoorstation Pobedino, het toenmalige noordpunt van het kaapspoor van de Sachalinspoorlijn op 10 kilometer ten noorden van de stedelijke nederzetting Smirnych. Vandaaruit moest een 327 kilometer lang spoor komen naar Kaap Pogibi, vanwaaruit de tunnel zou worden gegraven, op het smalste deel van de Tatarensont; Straat Nevelskoj. Aan dit spoor moesten 9 stations komen. Bij Kaap Oeangi, op ongeveer 23 kilometer van de eigenlijke spoorlijn moest een spoorhaven ontstaan. Aan de andere zijde moest op het vasteland de tunnel met een spoor langs de bedding van de Amoer aangesloten worden op de spoorlijn Komsomolsk aan de Amoer – Sovjetskaja Gavan (nu onderdeel van de Baikal-Amoerspoorweg). In het achterland van De-Kastri moest bij het Kizimeer een spoorcentrale komen voor de elektrificatie.
De bouw werd overgedragen aan het Ministerie van Binnenlandse Zaken (de MVD; in 1946 werd de NKVD hiernaar hernoemd) en het latere beheer van de tunnel aan het Ministerie van Transport. Vanaf 1952 werd Binnenlandse Zaken voor het hele project verantwoordelijk. Om de bouw te versnellen werd, net als bij de Poolcirkelspoorlijn) geen gedetailleerd geologisch onderzoek verricht naar de ondergrond. Ook werden niet-geïmpregneerde dwarsliggers gebruikt. Het project moest voltooid zijn tegen het einde van 1953 en eind 1955 zou het geheel dan in gebruik moeten worden genomen. De toekomstige jaarlijkse goederenomzet werd begroot op 4 miljoen ton.
De bouw werd grotendeels uitgevoerd door Goelaggevangenen, waarbij de hoofdITL's zich bevonden in Tymovskoje (bouwproject 506) op Sachalin en in De-Kastri (bouwproject 507) op het vasteland. Begin 1953 werkten er ruim 27.000 gevangenen aan het project. Vooral op het eiland werden de werkomstandigheden daarbij verzwaard, als gevolg van het ontbreken van enige infrastructuur of technologie. Als gevolg van het strakke tijdschema waren de omstandigheden in de kampen slechter dan in andere kampen en voldeden zelfs niet aan de officiële staatswetten met betrekking tot gevangenenkampen.
De voorbereidingen voor de bouw op het vasteland werden uitgevoerd door voorwaardelijk vrijgelaten gevangenen, burger- en militair personeel (bouwproject 6). In februari werd Bouwproject 6 ook aangesteld over de bouw van energiecentrales bij het Kizimeer. Begin 1953 werkten er 3.700 mensen.
Na de dood van Stalin in 1953 stopte het werk aan het project, toen de tunnel naar verluidt al tot halfweg onder de straat was gegraven. Het is niet helemaal duidelijk wat de redenen voor het schrappen van het project waren, maar enkele bronnen wijzen erop dat door de grote amnestie voor de gevangenen na Stalins dood, de vereiste mankracht voor de bouw ontbrak (iets soortgelijks deed zich voor bij vele andere projecten, zoals de Poolcirkelspoorlijn en de Baikal-Amoerspoorweg). Van de 8.000 mensen die werden vrijgelaten, vertrokken er echter slechts 200. De rest wachtte nog 8 maanden tevergeefs op de hervatting van de bouw.

## Voltooide delen van het project
Bij het staken van de bouw was ongeveer 120 kilometer breedspoor aangelegd langs de rechteroever van de Amoer, tussen Selechino en Tsjorny Mys. Dit spoor werd vervolgens door de Sovjetautoriteiten ingezet voor het transport van hout voor de bosbouw, maar werd later gesloten en dit spoor is grotendeels ontmanteld. Overblijfselen van de tunnel zijn zichtbaar bij Kaap Lazarev. Hier werd een schacht gegraven voor de tunnel en op 1,6 kilometer van de kust werd een werkeiland aangelegd met een diameter van 90 meter. Op Sachalin was als gevolg van de zware werkomstandigheden nog geen spoor aangelegd en het grondwerk op de geplande route werd vervolgens hergebruikt voor de aanleg van een weg van het dorp Nysj naar het dorp Pogibi (bij de gelijknamige kaap), waarover in de Sovjetperiode hout werd vervoerd. Op de plek waar de spoorpont moest vertrekken werden dammen aangelegd, die tot op heden zichtbaar zijn. Ook werden er aanlegsteigers gebouwd.
In 1973 werd een spoorpont naar Sachalin in gebruik genomen die vaart tussen Vanino en Cholmsk.